# Ulrich Luz
Ulrich Luz (* 23. Februar 1938 in Männedorf, Kanton Zürich; † 13. Oktober 2019 in Laupen, Kanton Bern) war ein Schweizer evangelisch–reformierter Theologe. Von 1980 bis 2003 war er Professor für Neues Testament an der Universität Bern.

## Leben
Aufgewachsen in Männedorf, machte Ulrich Luz seine Matura 1956 am Freien Gymnasium Zürich. Er studierte evangelische Theologie in Zürich, Göttingen und Basel. Sein Lernvikariat in der Evangelisch-Reformierten Landeskirche des Kantons Zürich absolvierte er 1962 bis 1963 in Wädenswil. Nach seiner Assistenzzeit, der Promotion 1967 bei Eduard Schweizer und der Habilitation 1968 war er ein Jahr als Pfarrer in Zürich-Seebach tätig, dann für zwei Jahre als Gastdozent an zwei Universitäten in Tokio, an der International Christian University Tokyo und an der Aoyama Gakuin University Tokyo.
Von 1972 bis 1980 war er Ordinarius für Neues Testament in Göttingen, dann bis zu seiner Emeritierung 2003 in Bern. 
Ab 1995 hatte Luz an der Babeș-Bolyai-Universität Cluj in Cluj-Napoca in Rumänien im Rahmen der Studiorum Novi Testamenti Societas (SNTS) am Aufbau eines ökumenischen Zentrums der Bibelwissenschaften Wesentliches beigetragen, wozu eine Bibliothek und die internationale Zeitschrift Sacra Scripta gehören. Mit einem Herausgeberrat (englisch: editorial board) legte er in einem Moskauer Verlag die russische Buchreihe Bibliotheca Biblica auf, die aus Übersetzungen wichtiger bibelwissenschaftlicher Werke bestand.
Er hatte zudem Gastprofessuren an der Universität von Südafrika (UNISA) in Pretoria, an der Päpstlichen Universität Gregoriana in Rom und an der Kwansei-Gakuin-Universität in Nishinomiya wahrgenommen.
Seine Forschungsschwerpunkte waren das Matthäus-Evangelium – als Hauptverfasser eines überaus detaillierten exegetischen Kommentars, der in sieben Sprachen übersetzt wurde –, Geschichte (besonders Religionsgeschichte) des Urchristentums und biblische Hermeneutik. Er war Mitherausgeber des Evangelisch-Katholischen Kommentars zum Neuen Testament, der Werke aus dem Nachlass Albert Schweitzers sowie der Zeitschriften Evangelische Theologie, Judaica und New Testament Studies. Seine Werke wurden in insgesamt neun Sprachen übersetzt. 
Luz lebte in Laupen bei Bern.

## Mitgliedschaften
- Theologische Kommission des Schweizerischen Evangelischen Kirchenbundes 1982–1995; Präsident 1988–1995.
- Kuratorium der Forschungsstätte der Evangelischen Studiengemeinschaft in Heidelberg 1976–1992 (als Vizepräsident).
- Studiorum Novi Testamenti Societas (SNTS), Executive Committee 1987–1989 (Executive Committee 1995–1999 und Präsident 1997–1998).
- Studiorum Novi Testamenti Societas (SNTS), Liaison Committee for Eastern Europe 1996–2016.[6]

## Ehrungen
Ulrich Luz erhielt Ehrendoktorwürden von zehn Universitäten:
- Universität Leipzig, Leipzig 1993.
- Karoly Gaspar Universität, Budapest, 1996.
- Orthodoxe Theologische Fakultät der Andrei Șaguna Universität, Sibiu, 1998.
- Université de Lausanne, Lausanne 2004.
- Karls-Universität Prag, Prag, 2004.
- Kwansei Gakuin Universität, Nishinomiya, 2005.
- Universität Uppsala, Uppsala 2006.
- Orthodox-Theologische Fakultät der Babeș-Bolyai-Universität Cluj, Cluj-Napoca, 2006.
- Université de Fribourg, Fribourg, 2007.
- Reformierte Theologische Universität Debrecen, Debrecen, 2008.

Zusätzlich erhielt er die Comenius-Medaille der Evangelischen Theologischen Fakultät der Karls-Universität in Prag und 2010 die Burkitt Medal for Biblical Studies of the British Academy in London.

## Schriften

### Hauptwerk
- Das Evangelium nach Matthäus. EKK I/1–4. Benziger, Zürich / Neukirchener, Neukirchen-Vluyn 1985ff
  - Teilband 1: Mt 1–7, 1985. 5. Auflage 2002, ISBN 3-7887-1829-3.
  - Teilband 2: Mt 8–17, 1990. 4. Auflage. 2007, ISBN 3-7887-2261-4.
  - Teilband 3: Mt 18–25, 1997, ISBN 3-7887-1580-4.
  - Teilband 4: Mt 26–28, 2002, ISBN 3-7887-1681-9.

### Weitere Monographien
- Das Geschichtsverständnis des Paulus. Dissertation und Habilitation. Kaiser, München 1968 (Beiträge zur evangelischen Theologie, 49).
- Die Jesusgeschichte des Matthäus. Neukirchener, Neukirchen-Vluyn 1993. 2. Auflage 2008, ISBN 3-7887-1445-X.

### Als Mitverfasser oder -herausgeber
- mit Seiichi Yagi: Gott in Japan. Kaiser, München 1973.
- mit Pinchas Lapide: Der Jude Jesus. Thesen eines Juden – Antworten eines Christen. Benziger, Zürich 1979.
  - Neuausgabe: Patmos, Düsseldorf 1999. 2. Auflage 2003, ISBN 3-491-69405-1.
- mit Rudolf Smend: Gesetz. Kohlhammer, Stuttgart 1981 (Biblische Konfrontationen, 1015).
- als Mitverfasser: Eschatologie und Friedenshandeln. Exegetische Beiträge zur Frage christlicher Friedensverantwortung. Katholisches Bibelwerk, Stuttgart 1981. 2. Auflage 1982, ISBN 3-460-04011-4 (Stuttgarter Bibelstudien, 101).
- als Herausgeber: Zankapfel Bibel. Eine Bibel – viele Zugänge. Ein theologisches Gespräch. TVZ, Zürich 1992. 3. Auflage 2002, ISBN 3-290-10874-0.
- mit Hans Weder (Hrsg.): Die Mitte des Neuen Testaments. Einheit und Vielfalt neutestamentlicher Theologie. Festschrift für Eduard Schweizer zum 70. Geburtstag. Vandenhoeck & Ruprecht, Göttingen 1983.
- als Mitverfasser: Mitte der Schrift? Ein jüdisch-christliches Gespräch. Texte des Berner Symposiums vom 6.–12. Januar 1985. Lang, Bern 1987 (Judaica et Christiana, 11).
- mit Christian Link, Lukas Vischer: „Sie aber hielten fest an der Gemeinschaft“. Einheit der Kirche als Prozess im Neuen Testament und heute. Reinhard/Benziger, Basel/Zürich 1988.
  - Neuausgabe: Ökumene im Neuen Testament und heute. Vandenhoeck & Ruprecht, Göttingen 2009, ISBN 978-3-525-56355-7.
- mit Jürgen Becker: Der Brief an die Epheser. Der Brief an die Kolosser. In: Die Briefe an die Galater, Epheser und Kolosser. Vandenhoeck & Ruprecht, Göttingen 1998, ISBN 3-525-51340-2, S. 105–244 (NTD 8,1).
- mit Walter Dietrich, Martin George (Hrsg.): Antijudaismus – christliche Erblast. Kohlhammer, Stuttgart 1999.
- mit Axel Michaels: Jesus oder Buddha. Leben und Lehre im Vergleich. Beck, München 2002, ISBN 3-406-47602-3 (BsR 1462).